# فاخته‌های میدویچ (مجموعه تلویزیونی)
فاخته‌های میدویچ (به انگلیسی: The Midwich Cukoos)، نام یک مجموعه تلویزیونی علمی-تخیلی و ترسناک ساخت بریتانیا می‌باشد که بر اساس کتابی با همین نام ساخته شده است.

## خلاصه  داستان
ماجرای سریال در یک شهر خیالی به نام میدویچ اتفاق می‌افتد. همه چیز در میدویچ آرام بود تا اینکه یک روز اتفاقی بسیار عجیب در شهر رخ می‌دهد و همه افراد حاضر در شهر، برای چندین ساعت کاملاً بی‌هوش می‌شوند. بعد از به هوش آمدن دوباره، زنانی که هنگام وقوع حادثه در شهر بودند متوجه می‌شوند که به طرز عجیبی حامله شده‌اند، درحالی‌که بسیاری از آن‌ها با هیچ مردی رابطه نداشته بودند. مدتی بعد، به تدریج اتفاقات مرموز و ناخوشایندی رخ می‌دهد... .